# Marisa Ramirez

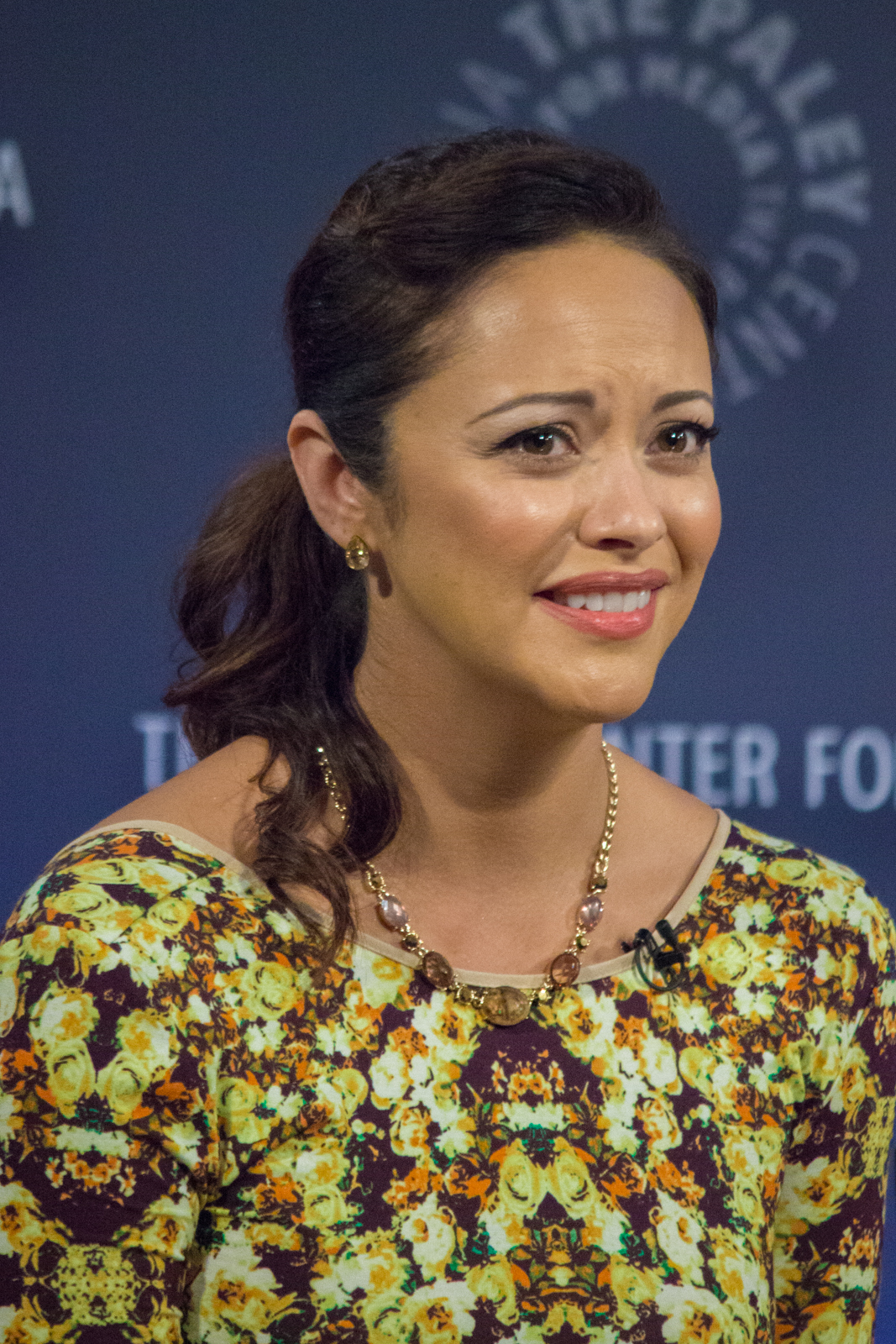
Marisa Ramirez (2014)

Marisa Maguire Ramirez (* 15. September 1977 in East Los Angeles, Kalifornien) ist eine US-amerikanische Schauspielerin und ein Model. Sie wurde ab 2000 durch Rollen in diversen Seifenopern bekannt und spielt seit 2013 in der CBS-Serie Blue Bloods – Crime Scene New York als Detective Maria Baez die Partnerin von Donnie Wahlberg.

## Leben und Karriere

### Jugend und Anfänge als Model
Marisa Ramirez wurde 1977 in East Los Angeles geboren, wo sie auch aufwuchs. Sie hat mexikanische, indianische und irische Vorfahren. Nach der Scheidung ihrer Eltern wurde sie als Fünfjährige von ihrer Mutter zu ihrem ersten Vorsprechen gebracht.
Als Zwölfjährige wurde sie von einem Agenten in einer Mall angesprochen, der ihr zu einer frühen Karriere als Model verhalf. So verdiente sie schon in jungen Jahren eigenes Geld, wobei sie vorwiegend für Printkampagnen, jedoch im Laufe der Zeit auch für Werbespots im Fernsehen und ab den 1990er Jahren auch in Musikvideos international bekannter Künstler eingesetzt wurde. Ihre Schulausbildung absolvierte sie unter anderem an der St. Anthony Junior High School in Wailuku im Maui County auf Hawaii, wo sie einige Jahre lebte, ehe sie an die katholische Mädchenschule Ramona Convent Secondary School im kalifornischen Alhambra wechselte, wo sie 1995 ihren Abschluss machte. Als Ramirez 19 Jahre alt war, fanden ihre Eltern wieder zueinander, heirateten erneut und bekamen 1996 einen Sohn.
Ramirez startete eine kurze Laufbahn an einem Junior-College, entschied sich jedoch bald, die Ausbildung für das Modeln aufzugeben. Danach arbeitete sie als Model in Australien, Südafrika, Hongkong, Singapur und Italien. So hatte sie 1996 einen Auftritt im Video zur Single Tease Me der Band 3T. In den folgenden Jahren kam sie zu Auftritten in Musikvideos der Backstreet Boys (As Long as You Love Me, 1997) und Voices of Theory (Wherever You Go, 1998) oder in den Musikvideos zu Wild Wild West von Will Smith ft. Dru Hill und Kool Moe Dee, Give It to You von Jordan Knight oder American Woman von Lenny Kravitz (alle 1999). Nachdem sie im Jahr 2000 auch kurzzeitig als Moderatorin bei MTV tätig war, das dortige Engagement jedoch beendete, nachdem ihr Co-Host der Show Senseless Acts of Video verunfallte und die Sendung deshalb eingestellt werden musste, hatte sie bald darauf ihren Durchbruch als Schauspielerin.

### Erste Rollen als Schauspielerin
Nachdem sie Ende der 1990er bereits Gastauftritte in Serien wie USA High oder Roswell gehabt hatte, wurde sie im Sommer 2000 in die Rolle des Supermodels Gia Campbell in die langlebige US-Seifenoper General Hospital gecastet. In dieser war sie von 2000 bis 2002 zu sehen und hatte auch Auftritte in der Spin-off-Serie Port Charles. Für ihr Engagement wurde sie für diverse Film- und Fernsehpreise nominiert, so unter anderem 2001 für einen Soap Opera Digest Award in der Kategorie „Outstanding Female Newcomer“ und für einen ALMA Award in der Kategorie „Outstanding Actress in a Daytime Drama“.
Ein Jahr später wurde sie bei der Verleihung der NAACP Image Awards 2002 für einen Preis in der Kategorie „Beste Darstellerin – Seifenoper“ nominiert. 2002 heiratete sie auf Maui, wo sie mehrere Jahre gelebt hatte, ihren langjährigen Freund Nathan Lavezoli. Im Dezember desselben Jahres wurde sie in der Seifenoper durch Andrea Pearson ersetzt, die ihre Rolle bis 2003 ausübte, ehe die Figur gänzlich aus der Serie gestrichen wurde. Grund für ihr Ausscheiden aus der Seifenoper war, sich vollends auf ihre Arbeit als Hauptdarstellerin in der, sich später nur als kurzlebig erweisenden, ABC-Fernsehserie Miracles zu konzentrieren, in der man sie 2003 in der Rolle der ehemaligen Polizistin Evelyn Santos. Parallel zu Miracle trat sie 2003 auch in einer Episode von CSI: Miami in Erscheinung, wo man sie in der Rolle der Susanna Medesto sah.
Ab 2004 hatte sie wieder diverse Gast- und Kurzauftritte in teilweise international bekannten, jedoch zumeist nur recht kurzlebigen Fernsehserien. So sah man sie 2004 in einer Folge der CBS-Science-Fiction-Serie Century City und im selben Jahr an der Seite von Rob Lowe und Joe Pantoliano in der Drama-Serie Dr. Vegas, ebenfalls einer CBS-Produktion. 2005 war sie in All Souls Day: Dia de los muertos, einem Horrorfilm und zugleich der ersten nennenswerte Filmproduktion, an der sie mitwirkte, zu sehen. In der Produktion von Regisseur Jeremy Kasten ist sie unter anderem neben Travis Wester in einer Hauptrolle zu sehen.
Nachdem sie 2006 in einer Folge von Without a Trace – Spurlos verschwunden eingesetzt worden war, war sie ab April 2006 auch im Cast der Seifenoper Schatten der Leidenschaft, in der man sie fünf Monate lang als die PR-Beraterin sah. Nachdem ihre Figur einen Serientod gestorben war, trat sie bis März 2007 als die zum Verwechseln ähnlich aussehenden Cousine in Erscheinung. Insgesamt soll sie so laut der Internet Movie Database auf Einsätze in 76 verschiedenen Episoden gekommen sein.

### Hauptdarstellerin in diversen US-Serien
Nachdem sie 2007 noch in der dritten Episode der zweiten Staffel von Shark mitwirkte, drehte sie schon bald darauf hauptsächlich in Kolumbien und teilweise in den Vereinigten Staaten die, aufgrund der schwachen Einschaltquote, nur kurzlebige FOX-Serie MƎNTAL:, in der man sie 2009 unter anderem neben Chris Vance oder Annabella Sciorra in allen 13 Episoden in der Rolle der Dr. Chloë Artis sah. Davor hatte sie im Jahr 2008 auch einen Gastauftritt in der dritten Staffel von Supernatural und war im selben Jahr einem Werbespot zu Special K2O Protein Water von Kellogg’s zu sehen.
2009 hatte sie auch Rollen im Kurzfilm Columbia Ave. und in einer Episode der ABC-Serie Castle, ehe sie vor allem 2010 Gastrollen in diversen US-Fernsehserien übernahm, jedoch auch in Filmproduktionen mitwirkte. Serienauftritte hatte sie dabei unter anderem in jeweils einer Folge von Zack & Cody an Bord, CSI: NY, Miami Medical und Rizzoli & Isles sowie eine wiederkehrende Rolle in zwei Episoden der nur sehr kurzlebigen FOX-Crime-Drama-Serie Past Life, die nach fünf von sieben geplanten Episoden eingestellt wurde. Zudem war sie im Spielfilm The Funeral Planner unter der Regie von Lynn Isenberg und Chelsea Low in der Nebenrolle der Sierra D’Asanti zu sehen, spielte im Kurzfilm Contract und in Mark Piznarskis Drama The Quickening mit.
2011 ging die rund neunjährige Ehe mit Nathan Lavezoli zu Bruch, und das Paar ließ sich im November desselben Jahres scheiden. Sie spielte neben der wiederkehrenden Figur der Melitta in der Miniserie Spartacus: Gods of the Arena auch in einer der Hauptrollen in Against the Wall als Rachael Carpanis Partnerin mit. Des Weiteren wurde sie in 2011 in einer Episode von Bones – Die Knochenjägerin eingesetzt. 2012 war Ramirez, die auch als Kickbox-Trainerin in Erscheinung tritt, nur in einer Folge von The Mentalist als Sharon Vasquez zu sehen.
Ab 2013 konzentrierte sie sich auf ihre Rolle als Detective Maria Baez, der Partnerin von Donnie Wahlberg in der CBS-Serie Blue Bloods – Crime Scene New York. Parallel dazu trat sie auch als wiederkehrende Figur der Officer Riley Dunn in vier Episoden der dritten Staffel der ABC-Serie Body of Proof auf und hatte zudem eine der Hauptrollen im Film Der Fall Casey Anthony an der Seite von Rob Lowe inne, mit dem sie bereits mehrfach vor der Kamera gestanden hatte. Nachdem sie sich vorwiegend auf die Arbeit bei Blue Bloods konzentriert, blieben weitere Engagements in Film und Fernsehen weitgehend aus, nur 2014 hatte sie noch einen Auftritt in Brian Thompsons Parodiefilm The Extendables, in dem man sie als Maria in einer der Hauptrollen sah. 2016 brachte Ramirez eine Tochter zur Welt.

## Marisa Ramirez’ deutschsprachige Synchronsprecherinnen
Im Laufe ihrer Karriere hatte Marisa Ramirez in den deutschsprachigen Synchronfassungen der Filme und Serien, an denen sie mitwirkte, verschiedene Synchronsprecherinnen. Eine der häufigsten Synchronsprecherinnen war Isabelle Schmidt, die sie in Bones – Die Knochenjägerin (2011) und in Body of Proof (2013) synchronisierte. In Blue Bloods – Crime Scene New York (seit 2013) wird sie von Magdalena Turba gesprochen. Weitere Synchronsprecherinnen waren Anna Carlsson in Supernatural (2008), Heide Domanowski in Castle (2009), Ilona Brokowski in CSI: NY (2010), Antje von der Ahe in Miami Medical (2010) und Maria Koschny in Spartacus: Gods of the Arena (2010). Des Weiteren war Kathrin Gaube ihre Stimme in der deutschsprachigen Synchronfassung von Peter Werners Der Fall Casey Anthony aus dem Jahre 2013.

## Filmografie
Filmauftritte
- 2005: All Souls Day: Dia de los muertos
- 2007: Itty Bitty Titty Committee
- 2009: Columbia Ave. (Kurzfilm)
- 2010: The Funeral Planner
- 2010: Contract (Kurzfilm)
- 2010: The Quickening
- 2013: Der Fall Casey Anthony (Prosecuting Casey Anthony)
- 2014: The Extendables

Serienauftritte
- 1998: USA High (1 Episode)
- 1999: Roswell (1 Episode)
- 2000: Senseless Acts of Video (als Host) (unbekannte Anzahl an Episoden)
- 2000–2002: General Hospital (113 Episoden)
- 2003: CSI: Miami (1 Episode)
- 2003: Miracles
- 2003: Century City (1 Episode)
- 2004: Dr. Vegas (Pilotepisode)
- 2005: Hitched (unveröffentlichter Pilot)
- 2006: Without a Trace – Spurlos verschwunden (Without a Trace) (Staffel 5, Folge 8)
- 2006–2007: Schatten der Leidenschaft (The Young and the Restless) (76 Episoden)
- 2007: Shark (1 Episode)
- 2008: Supernatural (1 Episode)
- 2009: MƎNTAL: (13 Episoden)
- 2009: Castle (1 Episode)
- 2010: Zack & Cody an Bord (The Suite Life on Deck) (1 Episode)
- 2010: CSI: NY (1 Episode)
- 2010: Miami Medical (1 Episode)
- 2010: Past Life (2 Episoden)
- 2010: Rizzoli & Isles (1 Episode)
- 2011: Spartacus: Gods of the Arena (5 Episoden)
- 2011: Bones – Die Knochenjägerin (Bones) (1 Episode)
- 2011: Against the Wall
- 2012: The Mentalist (1 Episode)
- 2013: Body of Proof (4 Episoden)
- 2013–2024: Blue Bloods – Crime Scene New York (Blue Bloods) (Seit Staffel 3, Folge 17)

Auftritte in Musikvideos und Fernsehwerbespots
- 1996: Tease Me von 3T
- 1997: As Long as You Love Me von den Backstreet Boys
- 1998: Wherever You Go von Voices of Theory
- 1998: Werbespot der Marke Clean & Clear von Johnson & Johnson
- 1999: Werbespot zum Spiel Pong: The Next Level für Nintendos Game Boy Color
- 1999: Werbespot der Marke Coca-Cola
- 1999: Wild Wild West von Will Smith ft. Dru Hill und Kool Moe Dee
- 1999: Give It to You von Jordan Knight
- 1999: American Woman von Lenny Kravitz
- 2008: Werbespot zu Special K2O Protein Water von Kellogg’s

## Nominierungen
- 2001: Soap Opera Digest Award in der Kategorie „Outstanding Female Newcomer“ für ihr Engagement in General Hospital
- 2001: ALMA Award in der Kategorie „Outstanding Actress in a Daytime Drama“ für ihr Engagement in General Hospital
- 2002: NAACP Image Award in der Kategorie „Beste Darstellerin – Seifenoper“ für ihr Engagement in General Hospital